# Аль-Муайяд Шайх
Аль-Малик аль-Муайяд Сайф ад-Дин Шайх аль-Махмуди (араб. أبو النصر شيخ المحمودي‎) — мамлюкский султан Египта из династии Бурджитов в 1412—1421 годах.

## Биография
После поражения султана Фараджа при Ладжуне 25 апреля 1412 в султанате воцарилась анархия. После Фараджа титул султана принял аббасидский халиф аль-Мустаин, который согласился принять пост только после того, как были получены заверения от мамлюков, что он сохранит свою должность халифа в случае его отстранения от титула султана. В конце мая Фарадж был казнён, а мамлюкский султанат был разделён на две части: Навруз аль-Хафизи получил сирийские провинции, а аль-Мустаин возвратился в Египет в сопровождении Шейха аль-Махмуди и Бактамура Джиллика. Аль-Мустаин сам участвовал в назначение и освобождение от должности членов правительства, от его имени были отчеканены монеты. Этим он обозначил свое намерение править, как султан, а не исполнять номинальную роль. Обеспокоенный такой перспективой, Шейх аль-Махмуди начал постепенно изолировать аль-Мустаина, почти превратив его в политического заключенного. Смерть Бактамура Джиллика 15 сентября ускорила узурпации власти Шейхом аль-Махмуди, который 6 ноября 1412 года провозгласил себя султаном. После долгих раздумий, аль-Мустаин официально отрёкся от султаната. В марте 1414 года Шейх аль-Махмуди свергнул аль-Мустаина с поста халифа и заменил его братом аль-Мутадидом II.
Мусульманские богословы признали незаконным отстранение аль-Мустаина. Используя это, Навруз аль-Хафизи решил выступить против Шейха аль-Махмуди. Шейх аль-Махмуди был вынужден выступить маршем для восстановления закона и порядка в султанате, и 29 апреля 1414 года со своей армией достиг Дамаска. На всем пути из Каира он диктовал письма секретарям своих эмиров о их желании перейти на сторону Навруза и отправлял их с гонцами. Навруз принял это за чистую монету и возрадовался хорошей новости.
Когда Шейх приблизился к городу, он отправил почетного кадия к Наврузу с предложение о перемирии. Тот отказался от предложения и вступил в сражение, уверенным что армия Шейха готова покинуть его и перейти на его сторону. Однако он потерпел ужасное поражение в битве, укрылся в крепости и стал просить мира. Условия мира были оговорены. Султан согласился сохранить Наврузу жизнь, и тот сдался.
Шейх подавил восстание сирийских наместников. Он также в одиночку усмирил страну, когда начались набеги враждебных туркменских орд в 1417 г. Борьба с ними происходила на территории вассальных княжеств в Малой Азии. Мамлюкская армия под руководством Ибрагима, сына султана, проводила операции на Севере.
Перед смертью он назначил своим наследником сына Ахмада, которому было всего 20 месяцев. В результате этого возникли две враждующие группировки. Одну возглавил эмир Татар, другую Куждара аль-Кардами.